# 4-й моторизованный полк СС «Фюрер»
Штандарт СС «Фюрер» (нем. SS-Standarte «Der Führer»), с 1939 года полк СС «Фюрер» (нем. SS-Regiment «Der Führer»), с 1941 года 4-й моторизованный полк СС «Фюрер» (нем. SS-Panzergrenadier-Regiment 4 «Der Führer») — одна из частей войск СС, принимавшая участие в боевых действиях на многих фронтах Второй мировой войны. Также известен причастностью к военному преступлению по уничтожению жителей и разрушению Орадура (Франция).

## Полк СС «Фюрер»
После аншлюса Австрии c Германией в марте 1938 под командованием штандартенфюрера СС Георга Кепплера штандарт СС «Фюрер» был преобразован в полк СС «Фюрер» (SS-Regiment «Der Führer»). Штаб полка и 1-й батальон были расквартированы в Вене, 2-й батальон — в Граце и 3-й батальон — в Клагенфурте.
В связи с переформированием из штандарта СС в полк СС значительная часть личного состава поступила в полк из австрийских земель.
Первой операцией для полка стал марш в Судетскую область в 1938 году и в Чехо-Словакию в 1939 году.
Во время польской кампании полк оставался в Праге и в декабре 1939 был направлен на Западный вал в составе Резервной дивизии СС (SS-Verfügungsdivision), где в 1940 году принял участие во французской кампании, поддерживая 207-ю пехотную дивизию Вермахта против Королевской армии Нидерландов. После капитуляции Нидерландов полк вернулся в Северную Францию в состав дивизии и оставался там.

## Март 1938 — июль 1939
После Аншлюса Австрии был получен приказ о формировании 3-го полка СС. Штаб нового полка должен был быть расквартирован в Вене. Благодаря содействию австрийских властей в свою распоряжение полк получил казармы родецкого в предместье Шмельц, штаб должен был быть расположен в переулке Копфгассе. Для второго батальона был арендован санаторий на курорте Тобельбад, третий батальон получил для квартирования одну из школ в Клагенфурте. Несмотря на то, что во всех местах расположения батальонов в 1938 году началось строительство специализированных казарм, полк там так никогда и не побывал.
В мае 1938 года в расположение полка уже можно было вызывать офицеров из трех других полков СС. Несмотря на то. что некоторые группы офицеров поначалу проявляли холодность по отношению к новым сослуживцам, весь офицерский состав в скором времени смог создать сплоченную боевую единицу. В составе пола были солдаты из Штирии, Вены, Тироля, Каринтии и Судетской области. Полк комплектовался исключительно из добровольцев, сам же отбор был довольно жестким. Тем не менее, количество молодых людей, желающих вступить в формирующееся соединение было огромным, поэтому комплектование полка до нужной численности не заняло много времени. Население страны достаточно хорошо относилось к солдатам полка, призывной пункт же был устроен в Вене. Курсанты проходили основательную боевую и тактическую подготовку, наряду с которыми большое внимание уделялось и строевым маневрам, благодаря знанию которых полк мог бы выступить на очередном партийном съезде НСДАП в 1938 году. Помимо всего этого, большой упор был сделан на поднятие австрийского боевого духа солдатом путем изучения побед австрийского оружия в прошлом. это имело поразительные успехи и помогло еще больше сплотить боевой состав полка. 8 апреля 1938 года, в городе Линц, полку было присвоено почетное название «Фюрер».

## Вступление в Чехословакию
Переведение полка на моторизованную основу могло стать серьезным испытанием ввиду отсутствия должного количества опытных водителей. Тем не менее, благодаря тому, что весь личный состав подошел к переподготовке основательно, к марту 1939 года полк был полностью готов выполнять поставленные перед ним задачи.
Как раз в это время полк был включен в планы сухопутных войск относительно будущей кампании в Чехословакии. Перед полком стояла задача двигаться с юга для захвата Братиславы.
В ночь с 14 на 15 марта полк получил приказ занять исходные позиции в районе Брук-ан-дер-Лайта. Тем не менее, когда первые подразделения уже заняли свои позиции, планы немцев изменились и вместо занятия Братиславы полк получил приказ прорваться через Малые Карпаты и там блокировать долину реки Ваг от района восточнее Пресбурга на юге до района восточнее Яблоницы на севере.

## В Югославии
После того, как Югославия в начале 1941 года сменила сторону в конфликте и начала симпатизировать Советскому Союзу, Третий Рейх начал поспешно готовить план нападения на нее. Для предстоящей кампании начали собираться самые различные боевые соединения. Ожидалось, что перед полком будет поставлена задача оккупации югославской части Баната и местечка Бачка.
В ходе разведки было выяснено, что линия наступления полка проходила сплошь по заболоченной местности, и что автотранспорт мог двигаться лишь по оной проселочной дороге(которая, как предполагало командование, была заминирована).
6 апреля 1941 года полк перешел границу Югославии. Вся техника была оставлена по ту сторону границы и была перевезена лишь после полного разминирования дороги. Противник оказывал незначительное сопротивление, что привело к быстрому продвижению соединений вглубь вражеской й территории. Боевой путь полка после взятия местечка селению, которые было поставлено как главная цель наступления, боевой путь полка в Югославии заканчивается.
В ходе данной кампании произошла одна достаточно знаменитая история. Гауптштурмфюрер Клингенберг вместе с 10 бойцами мотоциклетного батальона переправился через Дунай и проник в Белград. Группе удалось проникнуть в германское посольство, а затем, вызвав бургомистра города и описав ему сложившееся положение, принудить к сдаче города. История о том, как десяток бойцов полка «Фюрер» смог захватить Белград, облетела все войска. Это значительно повысило авторитет соединения в глазах других солдат.

## Война с СССР

### Первые бои на Востоке
В начале июня 1941-го полк был по железной дороге переброшен в район польского города Люблин. Официальной причиной этого служила охрана границы с Россией, однако многие понимали, что это было развертывание войск перед наступлением. Вкупе с развертыванием тыловых служб это могло значить только одно- война с Советским Союзом неизбежна. У многих военнослужащих подобный вариант развития событий вызывал опасения, ведь все они понимали, как опасна для Рейха война на два фронта. Провал воздушного сражения на Британией и отмена операции «Морской лев» поставили крест на всех попытках немцев вывести из войны Британию, мощь которой не вызывала ни у кого вопросов. Вкупе с тем, что Америка не имела определенного взгляда на отношения с Германией, это вызывало еще большие опасения. Силы Вермахта были распылены на большом количестве оккупированных территорий. что создавало дополнительные проблемы в управлении соединениями.
Помимо всего этого, немецкое высшее командование располагало лишь обрывочными сведениями о Рабоче-крестьянской Красной армии, не имея точных данных об образцах вооружения, бронетехники, уровне подготовки личного состава и пр. Возможно, в высших кругах надеялись во многом на удачу, сопутствовавшую немцам ранее.
Война началась 22 июня. Утром 26 июня полк перешел границу под Брестом. Соединение действовало в составе дивизии СС «Рейх». В тот момент ещё кипели бои у Брестской крепости, которую обороняла Красная армия. Все надежды на быстрое продвижение подвижных частей погибли в пробках, образованных многочисленными транспортами прочих наступающих войск, двигавшихся по разбитому шоссе. Дополнительные проблемы создавали огромные колонны русских военнопленных.
6 июля из штаба был получен приказ о том, что полк, готовящийся переправляться через Березину по временному мосту, должен был остаться на месте. В это же время 11-й полк СС натолкнулся на ожесточенное сопротивление в районе г. Березино, наступая на северо-восток для расширения плацдарма. Ожесточенное сопротивление противника грозило сорвать наступление всего корпуса. «Фюрер» получил приказ поддержать атаку ССовцев и к следующему утру уже занял исходные позиции под Березином.
Возглавил наступление полка 3-й батальон под командованием штурмбанфюрера Кумма. После уничтожения советских пехотной и артиллерийской колонны батальон попал в заранее подготовленную противником засаду и, попав под шквальный огонь из всех видов оружия, вынужден был провести перегруппировку. Вскоре разведка доложила, что противник отступил на Восток, к местечку Заболотье. Однако уже к полудню передовые отряды батальона наткнулись на крупные силы русских, которые окопались на открытой местности и действовали крайне эффективно. Впоследствии выяснилось, что немцы вступили в бой с 100-й(Сибирской) танковой бригадой, относившейся к элитным частям Красной армии. Дальнейшее продвижение немецких войск продолжилось лишь после тщательного развертывания и подвода на позиции тяжелых вооружений и артиллерии. Благодаря этому атака, проведенная впоследствии, была успешной. Тем не менее, благодаря умелому руководств, советские войска организованно отошли и оторвались от преследования. Вечером того же дня полк занял деревню Заозерье, после чего приостановил наступление.
Утром 8 июля советские войска вели огонь по позициям немцев. Вскоре позиции 3-го батальона были атакованы, но затем враг отступил. Преследование не принесло никаких результатов, 3-й батальон вновь попал в подготовленную засаду. Лишь после массированного обстрела позиций противника артиллерией тот был вытеснен в непроходимые болота восточнее Заозерья.
Вскоре было продолжено наступление к Днепру. Линия Сталина должна была стать для наступавших серьезным препятствием. РККА располагала несколькими укрепленными плацдармами на западном берегу, на восточном — серьезными оборонительными линиями. 10 июля разведка обнаружила один из таких плацдармов, укрепленных колючей проволокой и минными полями. Кровопролитная атака двух батальонов при поддержке тяжелой артиллерии обернулась полной неудачей. Вторая атака увенчалась успехом, так как в тот момент пришли подкрепления в виде нескольких штурмовых групп. уже к вечеру господствующая высота 215 была зачищена и взята. На следующий день русские войска отошли от линии Сталина, не оказав никакого сопротивления переправляющимся немецким войскам.

### От Днепра до Москвы
После форсирования немецкими войсками Днепра и образования ельнинского выступа тот стал самым дальним краем немецкого наступления на востоке. Его ликвидация имело огромное стратегическое значение для Красной армии. Именно в эти дни немецким войскам предстояло впервые познакомиться с советскими гвардейскими танковыми частями.
10-я танковая дивизия вела крайне ожесточенные бои под Ельней. 22 июля дивизия получает приказ захватить и удерживать высоты восточнее Ельни. Атакующий полк «Фюрер» втягивается в ожесточённые бои с хорошо укрепленным противником. Лишь поздним вечером при поддержке тяжелых вооружений и артиллерии противник был выбит с занимаемых позиций. Хоть полк вновь показал себя с хорошей стороны, целы день боев под изнуряющей жарой вымотал весь личный состав. Батальоны укрепились на занятых позициях ночью. 2-й батальон упирался своим правым флангом в железнодорожную насыпь. Передовые штурмовые отряды позднее установили контакт с полком СС «Дойчланд» дивизии СС «Рейх». Основные силы 1-го батальона растянулись по вытянутой лощине, где вынуждены были использовать торфяные брикеты для сооружения укреплений. 3-й батальон занял позиции по плоскому гребню одного из холмов фронтом на северо-восток. КП полка разместился в 200 метрах за передовым краем фронта. В то же время развертываются и минирующая все участки, пригодные для возможного наступления танков противника.
Командир полка поставил главной задачей захват высоты перед позициями 1-го батальона, откуда противнику открывался обзор вглубь немецких позиций. 24 июля части батальона захватывают высоту и переходят к глухой обороне. В последующие дни позиции полка постоянно подвергались ураганному артиллерийскому обстрелу и атакам сил Красной армии. 31 июля полк впервые встречается в бою с танками Т-34, десятка которых неожиданно въехала на позиции 1-го батальона, раздавила 37-мм орудия и устремилась вглубь немецких позиций. Тем не менее, в скором времени все танки были сожжены с помощью бутылок с зажигательной смесью и дисковыми минами.
В начале августа полк на его позициях сменяет 292-я пехотная дивизия. Сам же он через ж/д пути перебрасывается в районе между реками Ужа и Устром, где занимает оборону фронтом на север. В то время окончательно ликвидируется Смоленский котел.
18 августа полк отправляется в Смоленск на отдых и пополнение.
Несмотря на все те успехи, которых достигла ГА «Центр», направление основного удара было решено перенести на юг. Основной задачей ставился разгром группировки войск под командованием С. М. Будённого в районе Киева. Одна из основных ролей отводилась 2-й танковой группе Гудериана (дивизия СС «Рейх», 3, 4, 17, 18 танковые дивизии, 10 и 29 моторизованные дивизии и полк СС «Великая Германия»). 1 сентября полк «Фюрер» в составе дивизии СС «Рейх» выступил маршем на юг. В эти дни шли проливные дожди, превратившие дороги в непроходимые болота. Водителя вынуждены были показывать все свое мастерство, чтобы доставлять войска и припасы к местам назначения. После нескольких коротких боев с отступающими красными частями под Авдеевой, полк занимает ее, значительно оторвавшись от остальных частей дивизии. 4 сентября полк (без 1-го батальона) начинает атаку на вражеские позиции и после прорыва вражеских позиций форсирует реку Убедь. Ближе к вечеру был разгромлен штаб советской дивизии. В следующие дни короткие бои ведутся лишь с отступающими частями противника, которые рассеиваются огнем артиллерии. Кольцо окружения должно было сомкнуться у города Ромны. Костяк советской обороны состоит из двух бронепоездов, которые должны были удерживать стратегически важную переправу у города Макошина.
Штурм города должен был начаться с налета пикирующих бомбардировщиков. Тем не менее, самолеты опоздали более чем на 30 минут, что привело в замешательство бойцов полка. Тем не менее, в результате авианалета были уничтожены оба поезда. Позднее группа бойцов во главе с оберштурмфюрером СС Рентропом захватывает мост. Постоянные советские контратаки не позволяют пробиться к окруженным у моста бойцам, и те вынуждены были держаться до темноты. Ночью 7 сентября командир приказ решает форсировать реку двумя батальонами и окончательно отрезать и разбить противника. Реку форсировали 1-й и 3-й батальоны. После форсирования 1-й батальон вступает в ожесточенный бой на пересеченной местности, но ему удается пробиться к ж/д насыпи южнее моста в Макошино. В это время 3-й батальон под прикрытием тумана быстрым рывком захватывает деревню Слободка. В результате было захвачено множество пленных и батарея полевых гаубиц. Позднее оба батальона встречаются у насыпи. Остатки врага были рассеяны подошедшим мотоциклетный батальоном при поддержке полка СС «Дойчланд». 9 сентября «Дойчланд» захватывает Борзну. Тем же вечером полк «Фюрер» выдвигается следом. Ночью ему удалось обогнать «Дойчланд» и к утр батальоны вступает в ожесточенный бой с противникам у ж/д станции Бахмач. После этого боя полк двигался во втором эшелоне дивизии и вступил в бой лишь 15 сентября. Была получена задача захватить Прилуки. В это время дивизия «Рейх» оказывается во главе клина, направленного на Киевский котел.
Еще на подходах к городу завязываются ожесточенные бои. 2-й батальон ворвался в город с севера и вел кровопролитные бои за каждый дом. 3-й батальон атакует южную часть города и в скором времени прорывает позиции советских войск, закрепившись затем немного восточнее расположения 2-го батальона. Утром 16 сентября взвод вражеских танков атакует 2-й батальон в тыл. Помимо этого, усиливаются атаки вражеской пехоты. Спасти положение удается лишь после ввода в бой всех резервов, Тем не менее, работа КП, расположенного в 300 метрах севернее города, была парализована в течение нескольких часов. Лишь ближе к вечеру удалось отправить на помощь богам 2-го батальона 5-ю роту. Сама она прекрасно проявила себя в тот день, уничтожив порядка 900 солдат противника, захватила 13 орудий и 150 автомашин разных типов. 17 сентября 3-й батальон форсировал реку и глубоко вклинился в оборону советских войск на другом берегу. В течение последующих дней продолжались ожесточенные уличные бои по всему городу. Однако вечером 18 сентября командир полка сообщил командующему дивизии о том, что Прилуки полностью в руках Вермахта.
В это время Фон Швеппенбург сообщает о том, что 13 сентября передовые отряды двух танковых корпусов встретились, а это значит, что кольцо окружения окончательно сомкнулось.
Полк направляется на заслуженный отдых, когда 19 сентября его поднимают по тревоге с приказом предотвратить прорыв противником кольца окружения под г. Ромны. В полдень 19 сентября батальоны полка форсируют одну из речек близ города и занимают позиции. 2-й батальон при поддержке штурмовых орудий занимает деревню Сидоренко и окрестные высоты. В тот момент, когда 1-й и 3-й батальоны выходили на предписанные позиции, русские предприняли атаку силами около 30 танков(с большой долей тяжелых машин). Немецкие силы на плацдарме начинают отход, однако 1-й и 3-й батальоны при поддержке штурмовых орудий переходят в контратаку. Самую эффективную поддержку наступающим батальонам оказывала находящаяся южнее реки батарея 88-мм зенитных орудий Flak-18/36/37. Те танки противника, которые не были подбиты самоходками или зенитными орудиями, выводятся из строя при помощи ПТ мин и связок гранат. Через час остовы 28 советских танков напоминают о случившемся бое.
В последующие дни полки «Дойчланд» и «Фюрер» провели несколько успешных атак на позиции противника. В ходе этого этапа кампании полк захватил порядка 16 тысяч пленных. 24 сентября полк отправляется на пополнение и готовится к следующему этапу войны.

### Операция «Тайфун»

#### Начало операции
Во время этой операции дивизия СС «Рейх», в состав которой входил полк, в это время была включена в состав 40-го моторизованного корпуса генерала Штурме. 4 октября полк в составе дивизии выдвигается на северо-восток. 6 октября выпадает снег. 9 октября саперы полка (16-я рота) наводят мост через Оку близ Юхнова. После этого полк в группе с полком СС «Дойчланд» наступает на север, где вражеские войска отбрасываются после нескольких дней тяжелых боев. рано утром 10 октября южнее автострады начинается затяжное боестолкновение. Во время атаки на Молчаново 2-й батальон оказывается прижат к земле пулеметным огнем Красной армии. Командир 7-й роты Хольцер поднимает свою роту в атаку и вскоре деревня оказывается в руках немцев. В течение дня все три батальона ведут бои местного значения и вскоре перерезают автостраду восточнее Гжатска. С востока, из района деревни Сноски, противник начинает атаку при поддержке тяжелых танков КВ-2. Тем не менее, гренадерам удается отразить атаку и подбить часть вражеской бронетехники.
Позднее полк начинает наступление через деревню Ивашково. В ходе атаки на населенные пункты Зуево и Столбово 2-й и 3-й батальоны вынуждены были залечь перед лесом, в котором закрепился противник. Ситуацию спасло прибытие на КП полка командира 1-го батальона 7-го полка 10-й танковой дивизии. Он заявил, что в его распоряжении находятся 70 полностью готовых к бою танков. Боевые машины выстраиваются в боевой порядок севернее шоссе и начинают атаку на позиции противника. В этот же момент из леса атакуют навстречу около 30 вражеских танков. Контратака советских войск проваливается из за численного перевеса противника, и лишь части танков удается уйти. 3-й батальон размещается на броне танков и начинает наступление на восток. Этой же ночью частям полка удалось прорвать вражескую оборону. В течение 13 октября продолжалось активное наступление полка вдоль автострады, в результате которого к полудню вражеская оборона между д. Рукашово и д. Клемятино (южнее станции Колочь, юго-западнее станции Бородино) была прорвана, и немецкие соединения вышли к московской оборонительной линии.
Линия обороны Красной армии на данном участке была оборудована на крутом берегу реки и в глубину простиралась на 2 километра. Ее прикрывало несколько рядов колючей проволоки и противотанковых укреплений. По всей линии обороны были протянуты телефонные кабели, обеспечивающие командирам обороняющихся войск оперативное получение информации в течение боя. В некоторых местах танки были вкопаны в землю и превращены в огневые точки.
Как только батальоны прибыли на позиции, в лес перед оборонительным рубежом были высланы разведчики. КП полка был размещен на опушке леса примерно в 500 метрах от укреплений противника. Прибывший на место командир дивизии приказал провести тщательную разведку местности и готовиться к атаке, которую. нужно было предпринять рано утром 14 октября. 2-й батальон разместился слева от шоссе, 2-й — справа. Части 1-го батальона в тот момент находились позади основных сил полка.
Ночью 13 октября на КП полка прибыл командир дивизии и сообщил, что полку «Дойчланд» удалось прорвать линию обороны советских войск, поэтому полку «Фюрер» предписывается совершить атаку этой ночью. Наиболее перспективным для атаки было признано направление наступления 3-го батальона. Поэтому 1-й батальон был расположен слева от 3-го. Помимо всего этого, атаку полка должен был поддерживать 2-й дивизион артиллерийского полка СС. Артиллерийские наблюдатели были посланы в 1-й и 3-й батальоны для корректировки огня в ходе боя. 2-му батальону было приказано во время атаки 1-го и 3-го батальонов охранять шоссе и поддерживать товарищей огнем.
В течение ночи линия обороны советских войск была прорвана на всю ее глубину. Зачастую во время ночной атаки дело доходило и до рукопашных схваток. 2-й батальон получил задание из места прорыва нанести удар по вражеским войскам и отбросить их к автостраде. Особенно отличились саперы 16-й роты, разминировавшие мост через реку под ураганным обстрелом противника.
В ходе боя получил ранение командир дивизии Хауссер. Его место занял командир полка «Дойчланд» бригадефюрер Биттрих.
С 16 по 19 октября полк постоянно подвергался контратакам противника, поддержанным огнем артиллерии и танков. Погода все более ухудшалась, но, несмотря на это, советская сторона все чаще применяла штурмовую авиацию.

## Арденнское наступление

### Пополнение полка в районе Нидермарсберга
После боев на Атлантическом валу и отвода с линии Западного вала(из района Эйфеля, Западная Германия) полк был переброшен в район Нидермарсберга для пополнения и переформирования 1 го батальона. В ходе прошедших боев полк потерял значительную часть личного состава, бронетехники и автомобилей (боеспособность полка составляла к этому моменту лишь 40—45 %). В 1-м батальоне из личного состава остались лишь службы обеспечения.
В качестве пополнения в строй были введены бойцы запасного подразделения численность примерно 1 тыс. солдат и офицеров, командование над которыми принял оберштурмфюрер СС Шмагер еще во время боев на Западном валу. Большинство бойцов были добровольцами, однако их боевая подготовка оставляла желать лучшего, даже учитывая их высокий моральный дух. Помимо всего прочего, в полку имелась нехватка опытных водителей, а подготовить новых в короткие сроки, ввиду перебоев с топливом, не представлялось возможным. Все эти недочеты достаточно сильно скажутся на ведении боевых действий во время проведения Арденнского наступления. Как отмечает Отто Вайдингер в своем произведении «Товарищи до конца. Воспоминания командиров моторизованного полка „Фюрер“», времени на полную компенсацию потерь недавних боев и обучение личного состава полка катастрофически не хватало, занятия с бойцами проводились исключительно в плане подготовки атакующей тактики, обучение офицеров же « проходило только в форме штабных игр, занятий на картах и обсуждений».
Несмотря на все трудности того времени, жители города хорошо приняли расквартированный в их городе полк. В скором времени в составе полка был заново создан музыкальный взвод, который начал исполнять старинные марши и парадный марш полка «Принц Евгений». Штабная рота полка часто устраивала парадные шествия, что поднимало моральный дух граждан. Память о Нидермарсберге навсегда останется в сердцах бойцов полка теплой памятью, это будет последний город их Родины, где были расквартированы панцергренадеры.

### Передислокация, инструктаж и получение матчасти
11 ноября 1944 года, в 23:00 по местному времени, в штаб полка поступил приказ о передислокации в район северо-восточнее Юлиха. Передислокация проходила с 12 по 16 ноября, Командный пункт полка расположился в городе Мерш. Затем, 18 ноября, полк был передислоцирован восточнее города Райдт. Штаб полка вместе с ротами с 13-й по 16-ю разместился в г. Штайнхаузен, г Лидберг, г. Пеш и г. Руббельрат. 1-й батальон дислоцировался в Бюттгене, 2-й- в г. Кляйненбройх, 3-й — в г. Гизенкирхен. Полк перемещался на новое место по железной дороге ввиду отсутствия топлива, перемещение должно было происходить тайно от противника.
Скоре после прибытия в штаб полка поступил приказ собрать из всех моторизованных дивизий полка одну ударную группу, которая должна была стать часть оперативного резерва Группы армий «Б» (командующий-Вальтер Модель) и пребывать в полной боевой готовности для отражения возможного прорыва противника в районе Аахена. В скором времени на базе 3-го батальона под командованием гауптштурмфюрера СС Вернера была сформирована подобная группа. В ее состав входили:
- штаб и взвод связи 3-го батальона
- две роты 2-го батальона
- две роты 3-го батальона
- взвод пехотных орудий из состава 13-й роты (пехотных орудий)
- два зенитных взводы 14-й роты (зенитной)
- саперный взвод из 16-й роты (сапёрной)

Обучение было продолжено в «в рамках имеющихся возможностей» (хотя пришлось отказаться от стрельбы боевыми патронами из за угрозы мирному населению).
В тот момент полк был укомплектован личным составом и вооружением на 90 %, но моторизован лишь на 60 % от предписанного ему по штату комплекта техники. В начале Декабря 1-й батальон, который к тому временни еще не был моторизован, получил от дивизии велосипеды, бывшие в не лучшем состоянии. Также 1-й батальон не был обеспечен зимним обмундированием, у многих не было шинелей и нормальной обуви.
Тем не менее, оценивая возможности батальона на тот период, командование считало, что батальон вполне готов к оборонительным. но не наступательным действиям.
В начале 1944 в штаб полка пришли приказания о сосредоточении западнее Кёльна. Более подробно командиров полков с планом наступления ознакомил командир 2-го танкового корпуса СС Вильгельм Биттрих во время учений и обсуждений в штабе корпуса. Офицеров удивило то, что горючее для своих машин они должны были отбивать у противника, а на постоянные подвозы топлива надеяться не стоило ввиду отсутствия больших его резервов. Полку выдали полный боекомплект, однако на каждый бронетранспортёр батальоны получили по 2,5 нормы горючего при нужных 20—30 норм для преодоления всего пути, заданного операцией. в последние дни перед наступлением были получены приказы фиксировать количество захваченного топлива и трофеев.

### Структура полка к началу наступления
Штаб полка и 17-я штабная рота, взвод связи и мотоциклетный батальон.
- 1-й моторизованный батальон: штаб батальона, взвод связи, 1—3 моторизованные роты, 4-я рота (тяжелых вооружений), рота снабжения
- 2-й моторизованный батальон : Штаб батальона, взвод связи, 5—7 моторизованные роты, 8 рота(тяжелых вооружений), рота снабжения
- 3-й моторизованный (оснащён бронетранспортёрами Sd Kfz 251) батальон: штаб батальона, взвод связи, 9-11 моторизованные роты на бронетранспортёрах Sd Kfz 251, 12-я рота (тяжелых вооружений) на бронетранспортёрах Kfz 251, огнеметный взвод на огнеметных бронетранспортёрах Sd Kfz 251/16 (3 машины), рота снабжения
- 13-я рота самоходных артиллерийских орудий: 1 взвод тяжелых САУ, 2 взвода легких САУ
- 14-я зенитная рота: 4 взвода по 3 зенитного орудия в каждом
- 16-я саперная рота: 3 взвода саперов

### Наступление
В данном абзаце достаточно обширно излагается боевой путь полка во время Арденнского наступления в 1944 году. Информация была взята из произведения Отто Вайдингера «Товарищи до конца. Воспоминания командиров моторизованного полка „Фюрер“».
13 декабря — в ночь с 13 по 14 декабря полк «Фюрер» перебрасывается в район В. КП полка размещается в деревне Флиштедтен. Испытываются трудности при передислокации 1-го батальона ввиду отсутствия транспортных средств.
14 декабря — ночной марш через Бергхайм в район С. КП полка расположен в деревне Ломмерзум.
16 декабря — на КП дивизии офицеры узнают о начале Арденнского наступления.
18 декабря — полк выступает в район D. КП полка находится в 2 километрах к востоку от города Бур. В километре западнее КП находится стартовая площадка для запуска ракет Фау-1. Запуск ракет продолжается весь день и всю ночь, из за тумана авиация противника не появляется.
19 декабря — полк находится в районе D. Попытки получить горючее ни к чему не приводят, так как бензозаправщики находятся все еще в Кёльне.
20 декабря — марш в район Е. КП полка размещается в Ройланде.
21 декабря — полк двигается в район F. в 11:30 полк пересекает границу Германии. КП полка располагается в Бинсфельде. На остатках горючего полк пребывает в район F. Однако некоторые другие подразделения были вынуждены остаться около района Е из за нехватки горючего. К тому моменту 2-я танковая дивизия СС «Рейх» уже вышла у г. Динан, не встречая особого сопротивления противника. Путь к Маасу оказывается открыт, однако продвигаться дальше полк не может по причине отсутствия горючего и уже в 24:00 не может сдвинуться с места.
22 декабря — в обед полк получил горючее и получил приказ вместе с подчиненным ему артиллерийским дивизионом выдвинуться к позициям 560-й пехотной дивизии народного ополчения, расположенным перед перекрестком Барак-Де-Фюр, чтобы заменить ее на передовой. Ближе к сумерками полк достигает назначенного места, устанавливается связь с командиром 560-й пехотной дивизии народного ополчения, начинается подготовка к смене. Смена проводилась в течение ночи, 1-й батальон испытывал большие трудности в перемещении ввиду отсутствия транспорта. КП полка разместился в г. Пети-Тайе. 2-й и 3-й батальоны заняли позиции непосредственно на передовой, 1-й батальон остался в резерве.
23 декабря — полк закончил замену 560-й пехотной дивизии народного ополчения утром. В тот день впервые за время наступления по позициям мотопехоты ударила артиллерия противника. Ближе к обеду в качестве усиления на позиции прибыли отделение штурмовых орудий и отделение танков «Пантера». Разведка батальонов обнаружила скопление крупных сил противника на перекрестке(разведчики насчитали около 20 танков). Все попытки по захвату перекрестка с помощью мощного быстрого удара, предпринятые ранее, оказались безуспешными. В 15:00 началась атака на перекресток, который удалось занять после ожесточенного боя. Ощутимый вклад в успех внесли экипажи танков и штурмовых орудий, которые направляли свои машины в самые горячие места боя. Мотопехотой было уничтожено около 15 вражеских танков.
24 декабря — 2-й батальон атаковал противника в труднопроходимой местности и вышел в лес севернее перекрестка, однако вынужден был приостановить свое движение из за сильного сопротивления противника. 3-й батальон в тяжелом бою северо-западнее перекрестка вывел из строя все вражеские танки, однако и сам понес большие потери. Днем в ходе обстрела вражеской артиллерии погиб командир приданного третьему батальону саперного взвода, унтерштурмфюрер Розеншток.
Днем 24 декабря позиции 3-го батальона и перекресток находились под массированным вражеским обстрелом. В ходе обстрела погиб командир приданного 3-му батальону саперного взвода. Командир 3-го батальона также получил ранение, и командование на себя взял командир 12-й роты, оберштурмфюрер Манн. днем 9-я рота продвинулась дальше всех и вышла к окраине города Гранмениль. В ходе дневных боев 3-я рота понесла серьезные потери, в том числе был уничтожен полностью передовой взвод. В скором времени 3-й батальон был переподчинена танковому полку для атаки на Гранмениль.
25 декабря — с утра во втором батальоне было зафиксировано обморожение у 5 % личного состава, однако в будущем полку предстояло наступать по сильно заболоченной местности. До полудня был захвачен г. Малампре, куда был перенесен КП полка.
26 декабря — в ходе ожесточенного боя 2-му батальону удается захватить высоты северо-западнее Малампре, а также развить наступление и захватить г. Во-Шаван. Однако энергичная контратака противника вынудила батальон оставить захваченный город и вернуться на исходные позиции южнее Во-Шавана. Позже 2-му батальону был послана в поддержку 3-я рота для взятия Во-Шавана. 3-й батальон в течение дня ведет бои вместе с танковым полком.
27 декабря — 2-й батальон вместе с приданной ему 3-1 ротой начинает атаку на Во-Шаван, однако в скором времени он оказывается под интенсивным огнем противника, который со временем начинает усиливаться. Обиходившая противника с правого фланга 3-я рота так же попадает под интенсивный огонь противника и теряет большую часть личного состава. выполняю приказ командования о продолжении наступления, командир роты вместе с остатками личного состава(около 12 человек) прорывается на вражеские позиции. Вскоре огонь противника усилился настолько, что рота вынуждена была отступить.
В скором времени был получен приказ о замене подразделений полка 9-й танковой дивизией СС «Гогенштауфен», в то время как сам полк должен был быть переброшен юго-западнее для нового наступления. Тем не менее, за ночь удалось провести замену лишь нескольких соединений полка.
28 декабря — после ранения Танца командование 3-м батальоном принял оберштурмфюрер фор Эберштайн. Полк передислоцируется в р. Шабре, а позже в р. города Девантав, однако из за поздней смены подразделений больше часть гренадеров еще не успевает прибыть в назначенный срок.
29 декабря — ввиду отсутствия большей части личного состава на позициях и уязвимости полка для налетов вражеской авиации, полк передислоцируется назад в Шабре. Ближе к вечеру полк снова был передислоцирован к Девантаву (1-й батальон был вынужден двигаться пешим маршем).
Тем же вечером полк получает приказ захватить город Амонин, но оказывается не в состоянии сделать это ввиду отсутствия на позициях 1-го и 3-го батальонов. Ночью 16-я рота провела разведку боем и атаковала город, однако атака быстро захлебнулась под огнем вражеской артиллерии(в том бою погиб один из самых любимых бойцами командиров- оберштурмфюрер Вольф).
30 декабря — КП полка перемещен в Лепранжелё. Полк должен был занять рубеж: узел дорог юго-восточнее Амонина- высота 405- г. Магостер.
31 декабря — вражеская артиллерия проявляет большую активность в районе обороны 1-го батальона, ранение получил командир 3-й роты.
1-2 января — атака на Амонин не удается по причине высокой интенсивности вражеского артиллерийского огня. В течение этого периода обе стороны ведут активные разведывательные действия. Артиллерия противника ведет беспокоящий артиллерийский огонь по всему фронту полка.
3 января — установить локтевую связь с занимающей позиции справа от полка 360-й пехотной дивизией народного ополчения не удаётся. Даже выдвижение в брешь позиций 16-й роты не позволило установить связь с соседом. В ходе разведки в районе шоссе Амонин — Дошам взвод мотоциклистов натолкнулся на силы противника, ведущие наступление вдоль шоссе. Всем солдаты, кроме двух, попадают в плен.
4 января — противник при поддержке танков провел атаку на высоту 405, в результате чего ее пришлось оставить. Отмечено усиление активности артиллерийского огня противника. Выделить бойцов для контратаки 1-й батальон не смог, для этой цели из дивизии были выделены дивизионная штурмовая группа и группа штурмовых орудий.

## Командиры
- Штандартенфюрер CC Георг Кепплер (Georg Keppler) — март 1938 — июль 1941
- Оберштурмбаннфюрер CC Отто Кумм (Otto Kumm) — июль 1941 — апрель 1943
- Оберштурмбаннфюрер CC Сильвестр Штадлер (Sylvester Stadler) — апрель 1943 — июнь 1944
- Оберштурмбаннфюрер CC Отто Вайдингер (Otto Weidinger) — июнь1944 — май1945